# 4Ever
4Ever to album amerykańskiej piosenkarki Hilary Duff wydany tylko we Włoszech 12 maja 2006. To jej drugi kompilacyjny album. Krążek został wydany, aby promować niektóre piosenki i najpopularniejsze single Duff, których remixy i mixy nie znalazły się w podstawowych wersjach poprzednich albumów. Jednakże, większość piosenek jest dostępna w wersjach deluxe albumów z wyjątkiem remiksów, które wydano tylko w Wielkiej Brytanii. 4Ever został wydany również z powodu dużej ilości fanów Duff we Włoszech nie kupujących podstawowych wydań jej albumów sprzedawanych w kraju. Album sprzedał się w ilości 100 tys. kopii we Włoszech i dostał miano platyny. Był numerem 67. na liście najlepiej sprzedających się albumów we Włoszech w 2006 r.
Ekskluzywne DVD, 4Ever Hilary Duff, również zostało wydane tylko we Włoszech. DVD zawiera filmy z jej trasy promującej album Metamorphosis (materiały zawarte są również na płycie DVD Girl Can Rock), wszystkie teledyski do singli Duff wraz z wywiadami i filmem krótkometrażowym pokazującym twórczość Duff "poza sceną".

## Lista utworów
1. „Fly”
2. „Weird”
3. „Our Lips Are Sealed” z Haylie Duff
4. „Shine”
5. „Someone’s Watching over Me”
6. „Anywhere but Here”
7. „Who’s That Girl?” [acoustic version]
8. „Jericho” [2005 remix]
9. „Sweet Sixteen”
10. „Supergirl”
11. „Come Clean” [Joe Bermudez & Josh Harris main mix]
12. „Wake Up” [DJ Kaya Long-T remix]
13. „Beat of My Heart” [Sugarcookie remix]
14. „So Yesterday” [radio remix]
15. „Fly” [AOL Session]